# آب‌انبار زعفرانیه
آب‌انبار زعفرانیه، نام آب‌انباری قدیمی در دهکدهٔ توریستی زعفرانیه در ۳۵ کیلومتری سبزوار است که در تاریخ ۲۴ آبان ۱۳۸۵ با شماره ۱۶۳۹۷ در آثار ملی ایران به ثبت رسیده است.